# Kaiserkrone
Eine Kaiserkrone ist eine imperiale Kopfzier. Im europäischen Kulturraum handelt es sich um eine Herrscherkrone, die von Kaisern getragen wird oder wurde und in heraldischen Darstellungen die kaiserliche Macht symbolisiert. Die handwerkliche Fertigung entsprach der Königskrone, auf deren Gerüst aus edlem Metall zur Verzierung Edelsteine und Perlen eingefasst wurden. Ihre äußere Form unterscheidet sich von Kronen der gleichen Zeit und des gleichen Herrschaftsraumes. Die Verarbeitung christlicher Symbole, zur Verdeutlichung der göttlichen Herrschaft des Kaisers, ist Grund der Abweichung.

## Typologie

### Römische Kaiserkronen

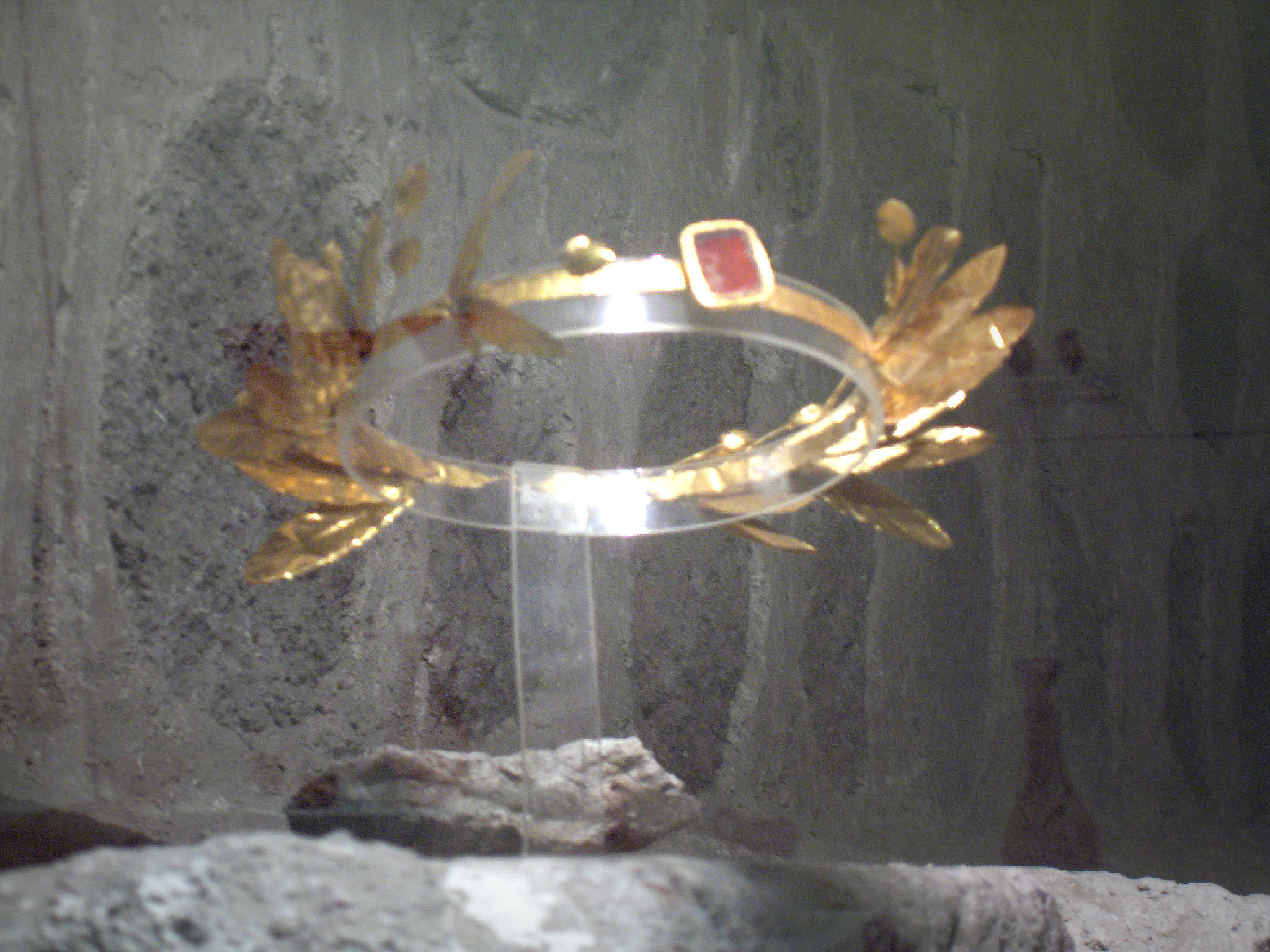
Mischform aus Diadem und Kranz aus Anatolien

In Rom galt das Diadem schon seit der Königszeit als Zeichen monarchischer Herrschaft, weswegen es in der Republik verpönt war. Mit Beginn des Kaisertums, durch die Etablierung des Prinzipats durch Augustus gebrauchten die römischen Kaiser bewusst zunächst verschiedene Kranzformen, bspw. den Lorbeerkranz, der auch in vergoldeten Versionen existierte. Da Kränze sowohl in der republikanischen Tradition Roms als auch in der römischen Religion fest verankert waren, konnte mit ihnen jeder symbolische Anklang einer monarchischen Repräsentation vermieden werden. Erst in der Spätantike, nachdem das Kaisertum eindeutig gefestigt war, übernahmen sie das Diadem, das Zeichen monarchischer Herrschaft aus dem hellenistisch-persischen Kulturraum, als ihr Herrschaftssymbol. Die kritische Haltung der Kirche zum Gebrauch von Kränzen mag den Übergang zum Diadem weiter begünstigt haben. Anfangs handelte es sich beim Diadem um ein mit Perlen und Edelsteinen geschmücktes Stirnband, welches im Nacken zusammengebunden wurde, sodass dort kleine Bänder (Infuln) herabhingen. Die Stirnmitte war meist auf besondere Weise hervorgehoben. Später änderte sich die Art der Befestigung, die Infuln befanden sich nunmehr an der Seite.

### Byzantinische Kaiserkronen
Im Laufe der Spätantike entwickelte sich das Diadem vor allem im oströmischen Reich zum festen Kronreif, dem Stemma. Zu beiden Seiten der Krone herab hingen sogenannte Pendilien, schmückende Stränge aus Perlen, Metall oder anderem Materialien. Die Stirnmitte wurde besonders häufig hervorgehoben, entweder durch eine eigene Platte, oder durch einen kleeblatt- bzw. kreuzartigen Aufsatz. Der Reif wurde zunehmend aus mehreren Platten hergestellt (Plattenkrone), die oftmals nun auch Emaillierungen mit Darstellungen von Herrschern oder Heiligen zeigten.
Bis zum Ende des byzantinischen Reiches entwickelte sich die Kaiserkrone in Byzanz zum Kamelaukion weiter, einer Haube mit Edelsteinen, Perlen und Verzierungen, an dessen Seite ebenfalls Pendilien herabhingen. Von dieser Kronform ist lediglich ein Exemplar der Konstanze von Aragón erhalten geblieben, welches jedoch nicht unmittelbar einem byzantinischen Herrscher gehörte, sondern am Hofe Siziliens, der den byzantinischen Hof in vielfacher Hinsicht nachahmte, Verwendung fand.

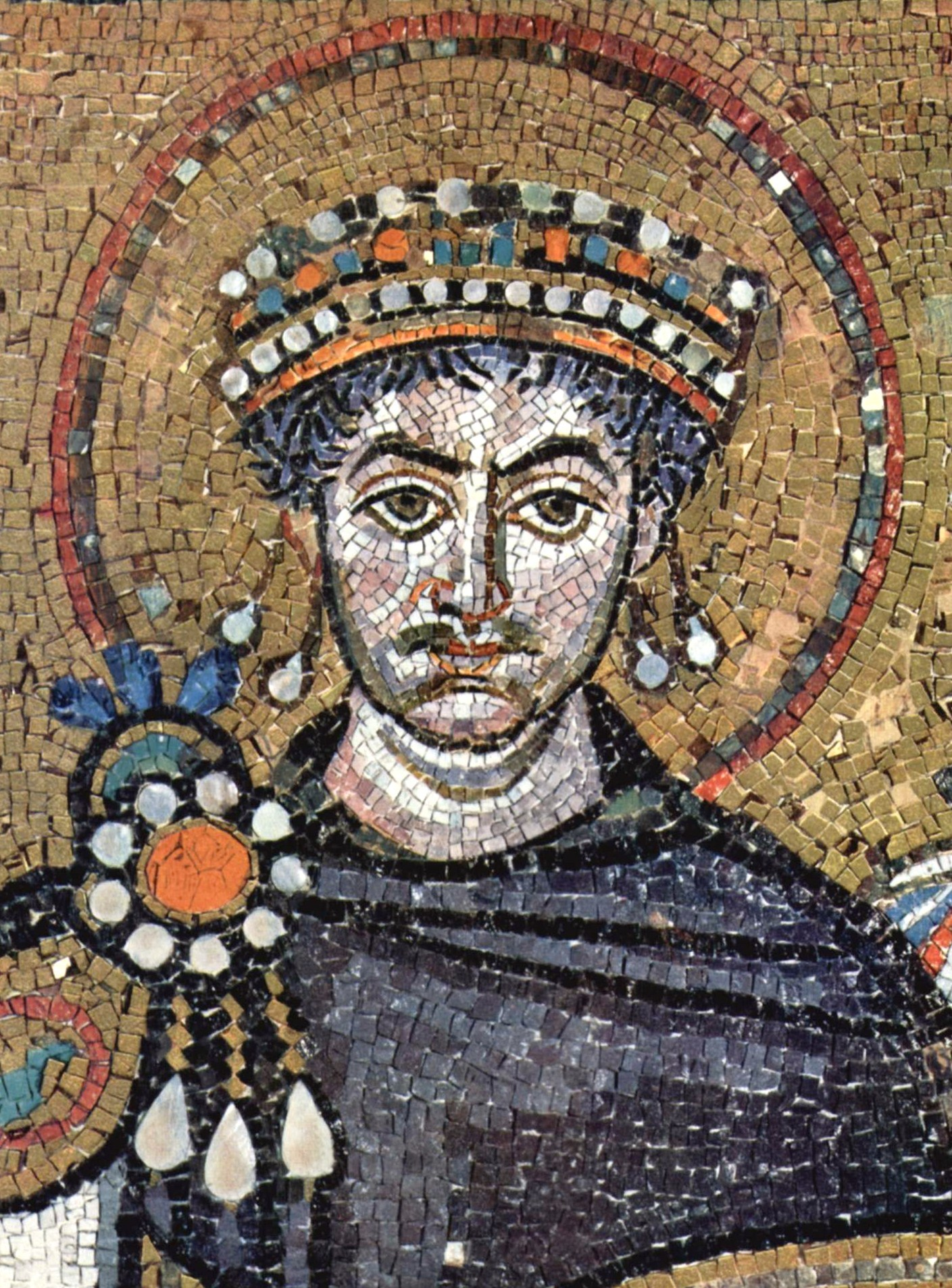
Kaiser Justinian I. mit einem stemma
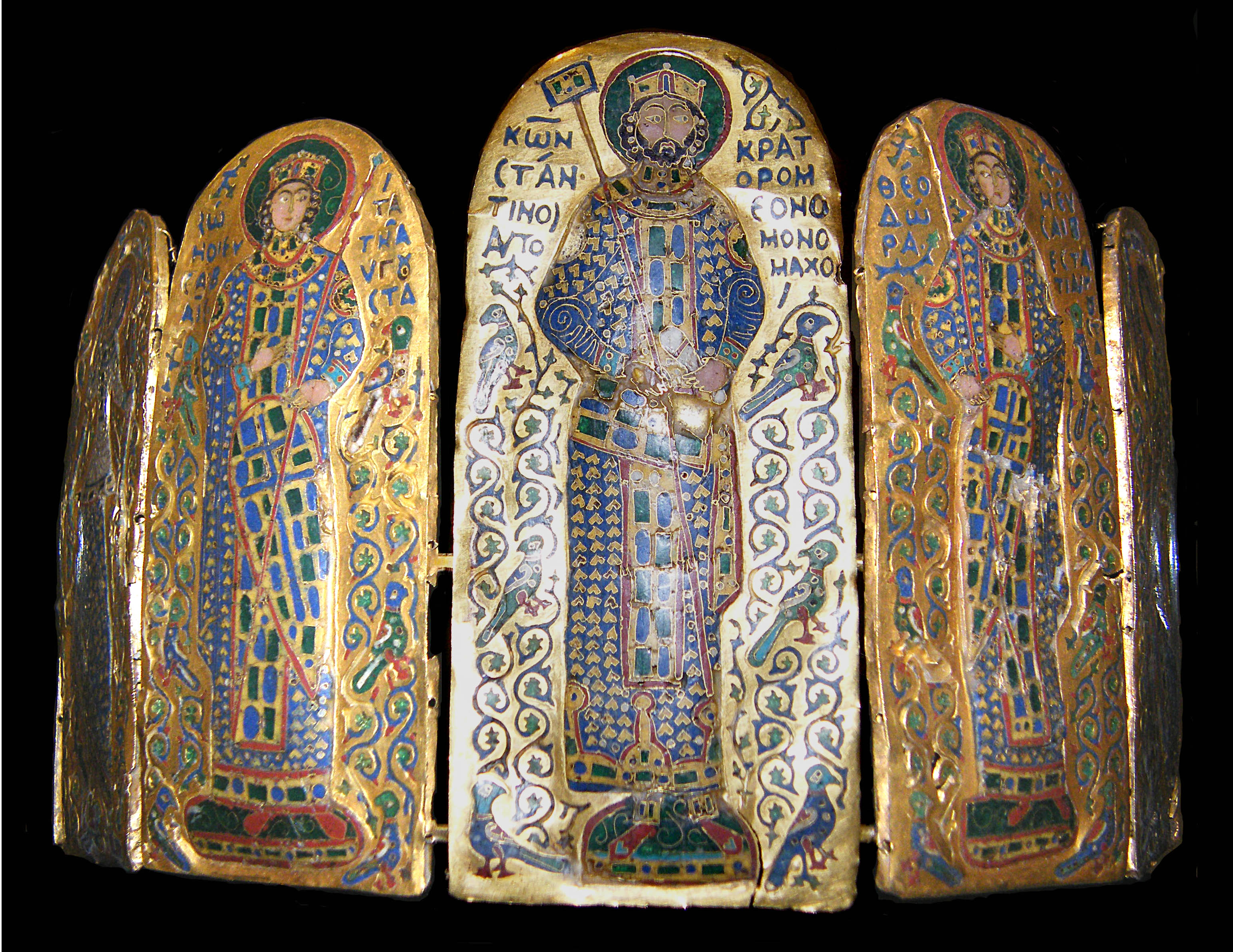
Plattenkrone von Kaiser Konstantin IX. Monomachos
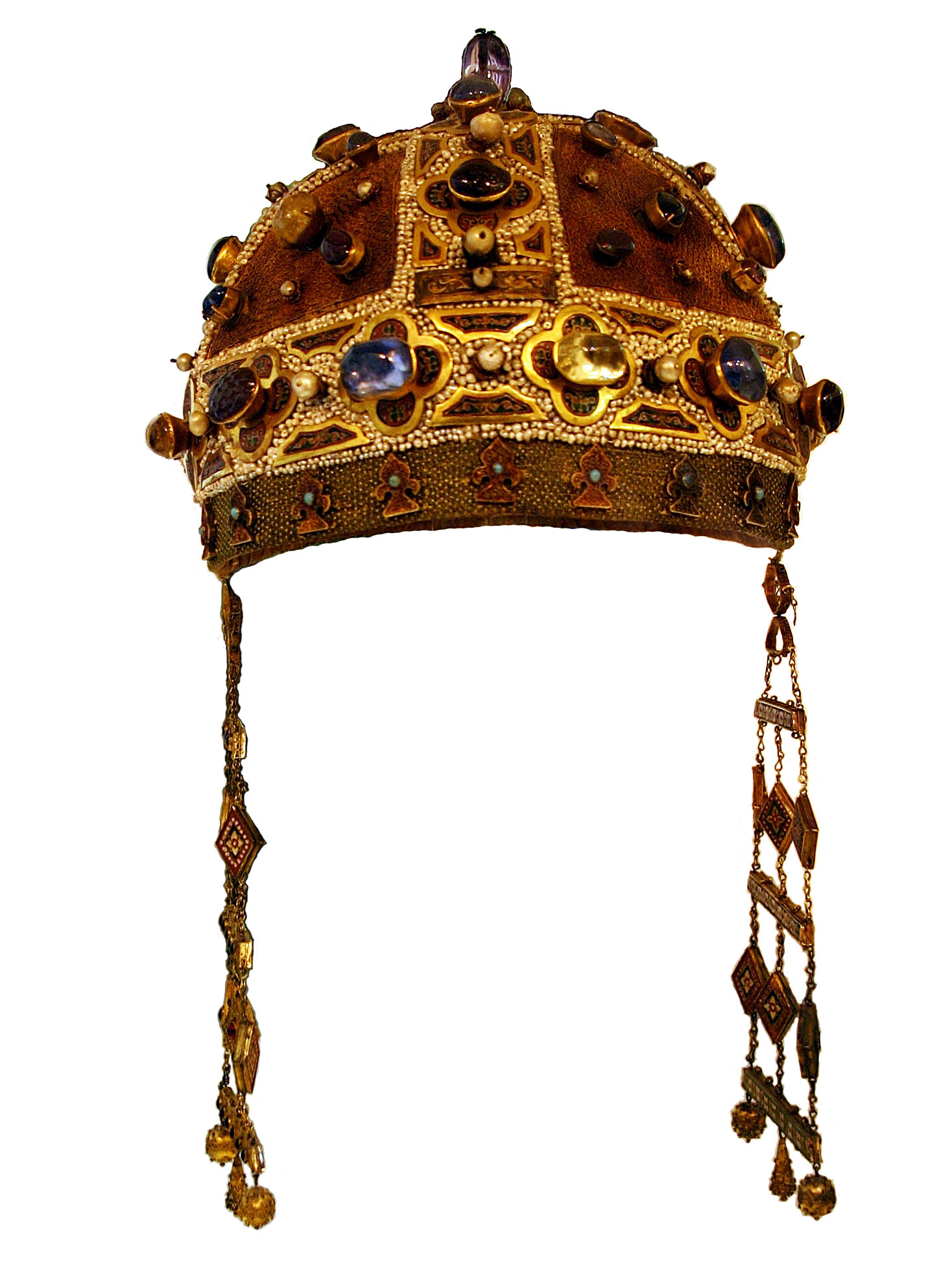
Byzantinisches Kamelaukion

### Mitrenkronen
Im Heiligen Römischen Reich entwickelte sich aus der unter den Karolingern entstandenen Bügelkrone die prominenteste Form der Kaiserkrone mit nur einem von vorne nach hinten spannenden Bügel. Da der Herrscher die Herrschaft und die Kaiserwürde als gottgegeben ansah, beanspruchte der Kaiser als höchster Herrscher der Christenheit ebenso, wie die (vor dem Investiturstreit) von ihm eingesetzten und unterstehenden Bischöfe eine sakrale Würde und Autorität, was sich im zeremoniellen Bereich und auch in den Herrschaftssymbolen vielfach niederschlug. In der kaiserlichen Krone wurde dieser Anspruch dadurch verdeutlicht, dass die vormals zwei flachen runden Bügel durch einen hohen Bügel ersetzt wurden, um eine Mitra, das alttestamentliche Symbol der Priesterschaft, in die Krone zwischen dem verbleibenden Bügel einzustülpen. In mehreren Krönungsordines und Berichten wird ausführlich zunächst das Aufsetzen der Mitra durch den Papst und schließlich die Überstülpung bzw. Bekrönung mit der kaiserlichen Krone erwähnt.
Wann erstmals eine Mitra als Symbol geistlicher Autorität der Kaiser Verwendung fand, ist auf das Engste mit der ersten vorhandenen Krone dieses Typs, der Reichskrone, verbunden. Spätestens mit ihrem Entstehen fand auch die Mitra Eingang in die kaiserliche Symbolik. Die Datierung der Reichskrone ist jedoch gegenwärtig umstritten. In jedem Fall zeigt sich in der Krone das theokratische Herrschaftsverständnis, welches auch der Mitra zugrunde liegt, zusätzlich in ihrem weiteren Aufbau, der mit den Emaille-Darstellungen der Könige David, Salomon und Ezechias (Hiskija) mit dem Propheten Jesaja und dem als Pantokrator thronenden Christus auf vier Bildplatten und einer elaborierten Edelsteinverzierung das sakrale Herrschertum darstellt und in Bezüge zum himmlischen Jerusalem setzt. Da die Mitra bei der Reichskrone noch lose eingestülpt war bzw. die Mitra mit der Reichskrone bei der Krönung überstülpt wurde, verblieb die Krone in der restlichen Zeit ohne Mitra. Erst nachdem kaiserliche Hauskronen unter den Habsburgern üblich wurden, sind Mitrenkronen auch in Porträts, als heraldisches Symbol des römisch-deutschen Kaisertums und schließlich mit der Hauskrone Rudolfs II. auch erstmals als heute noch in Wien zu besichtigende Krone erhalten geblieben.
Die Mitrenkrone mit einem Bügel war nicht nur Symbol des römisch-deutschen Kaisertums, sie wurde auch als kaiserliche Kronenform der russischen Zaren übernommen. Nach der Schaffung des Kaisertums Österreich wurde mit der Übernahme der Rudolfskrone als österreichische Kaiserkrone die Mitrenkrone zum Symbol des neugeschaffenen und bis 1918 existenten österreichischen Kaisertums.

#### Einbügelkronen mit einsetzbarer Mitra

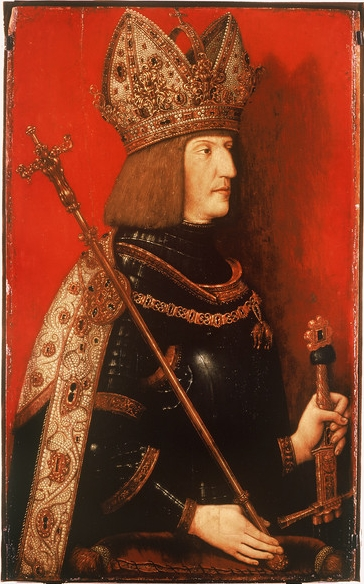
Kaiser Maximilian I. mit Mitrenkrone
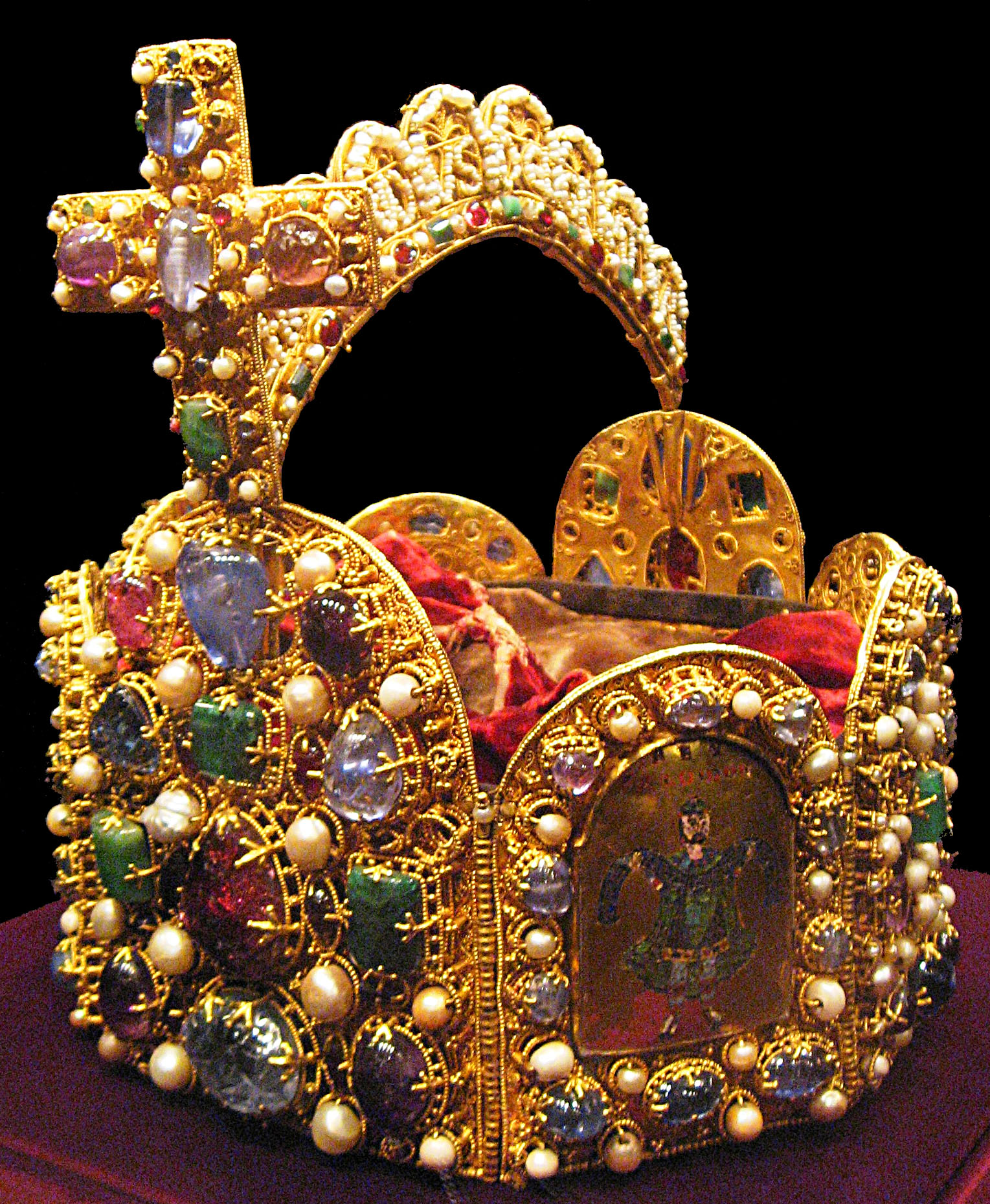
Reichskrone des Heiligen Römischen Reiches
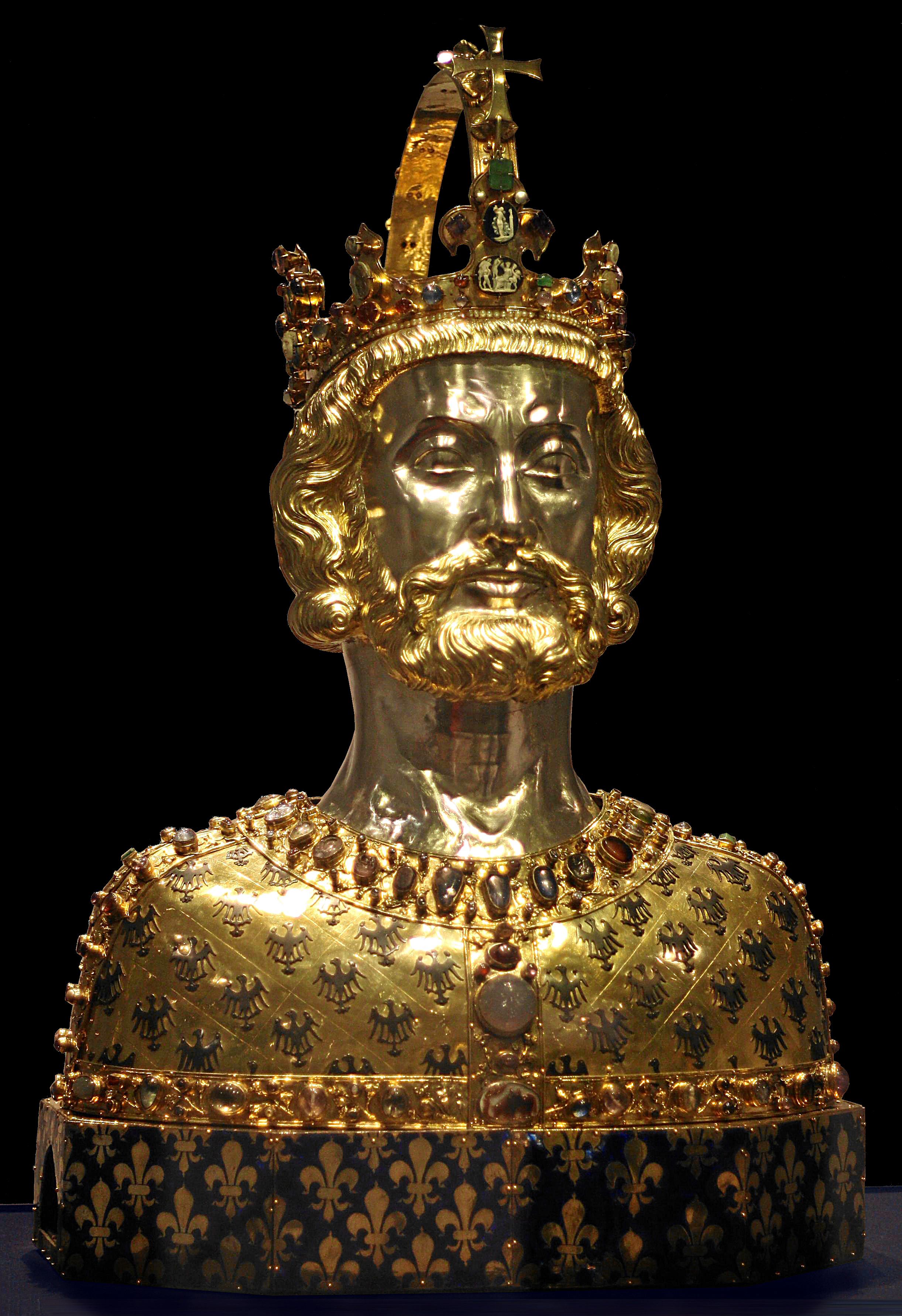
Kaiserkrone auf der Aachener Karlsbüste
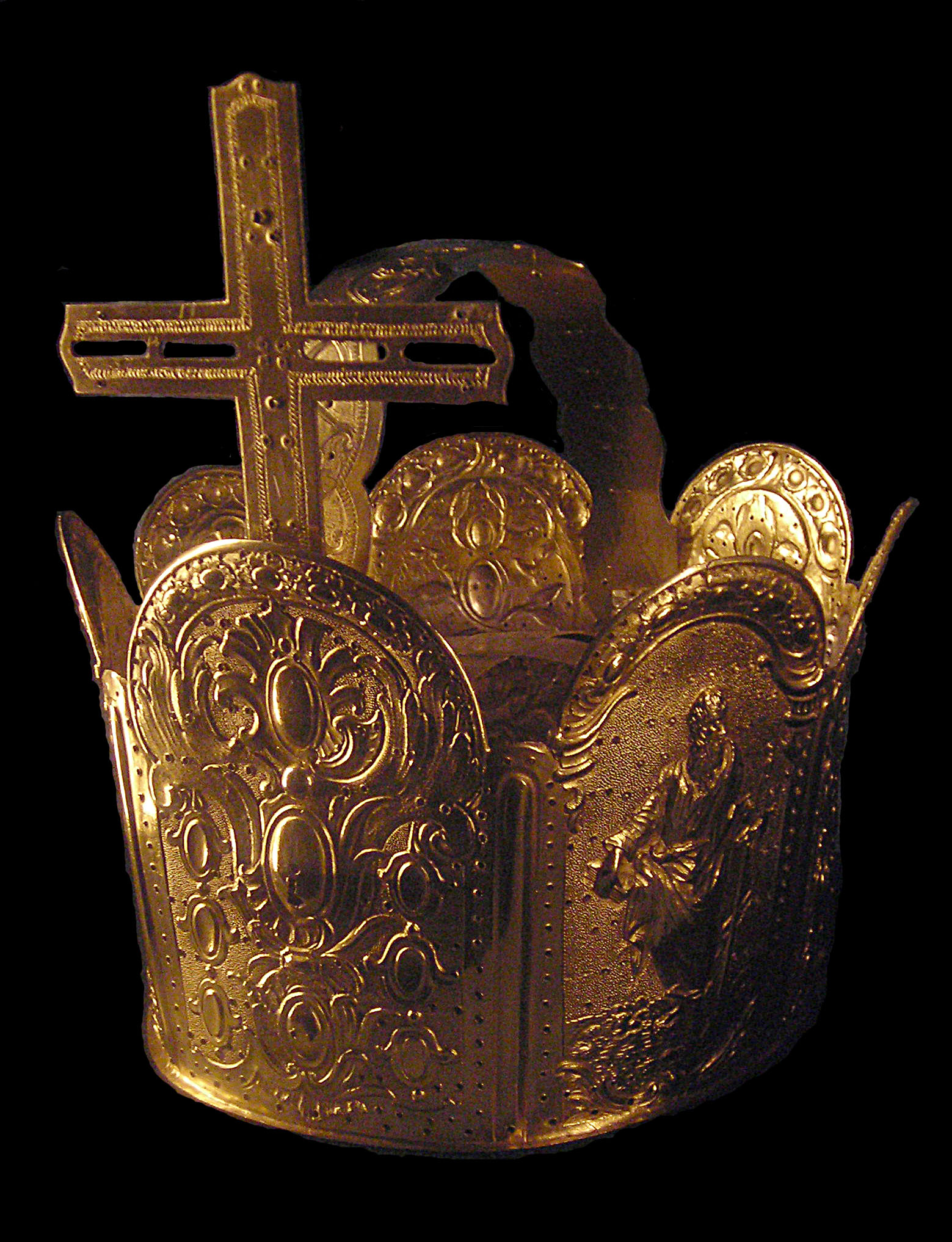
Die größere Kaiserliche Hauskrone Karls VII.

#### Einbügelkronen mit fester Mitra

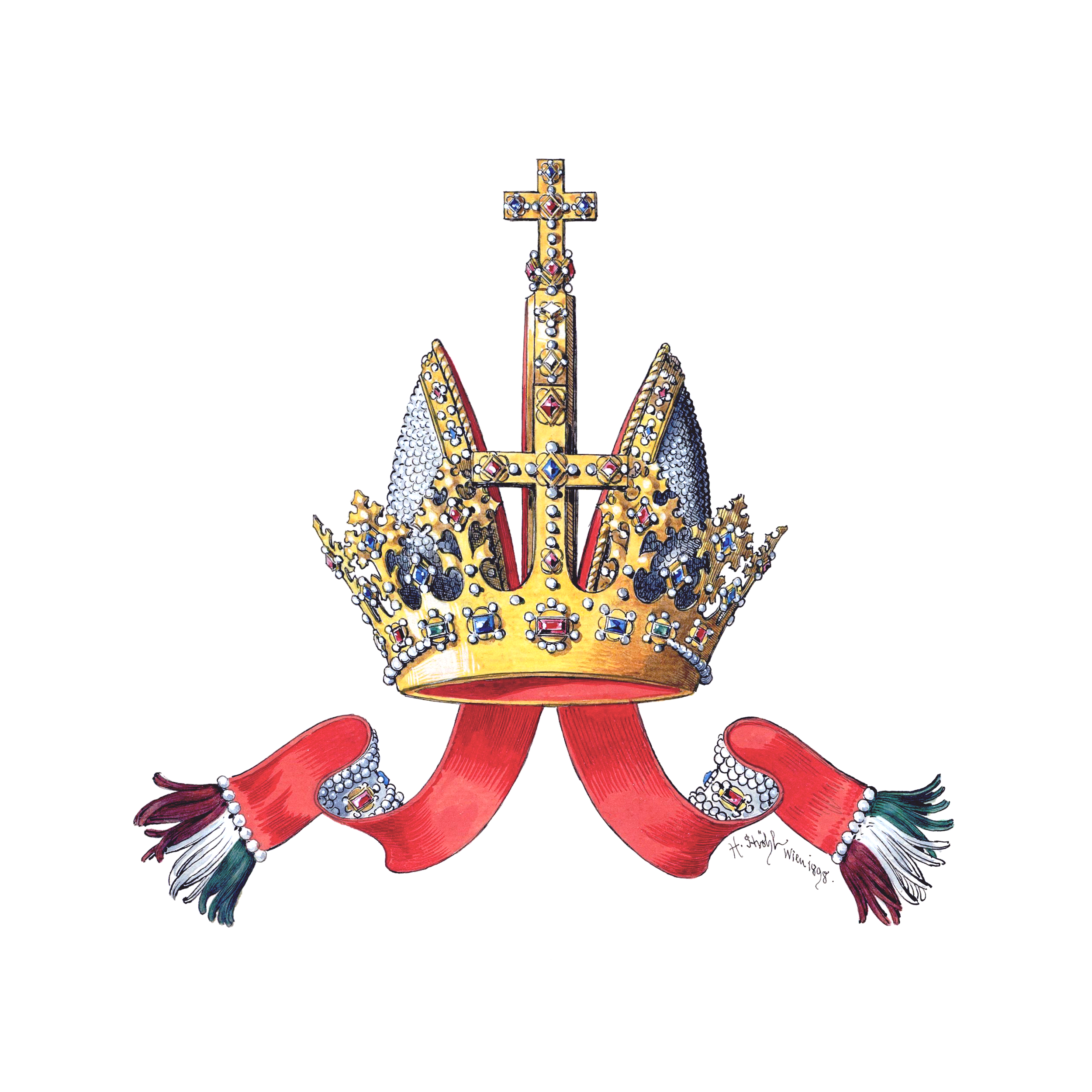
Hauskrone Friedrichs III. gemäß der Grabplatte im Wiener Stephansdom
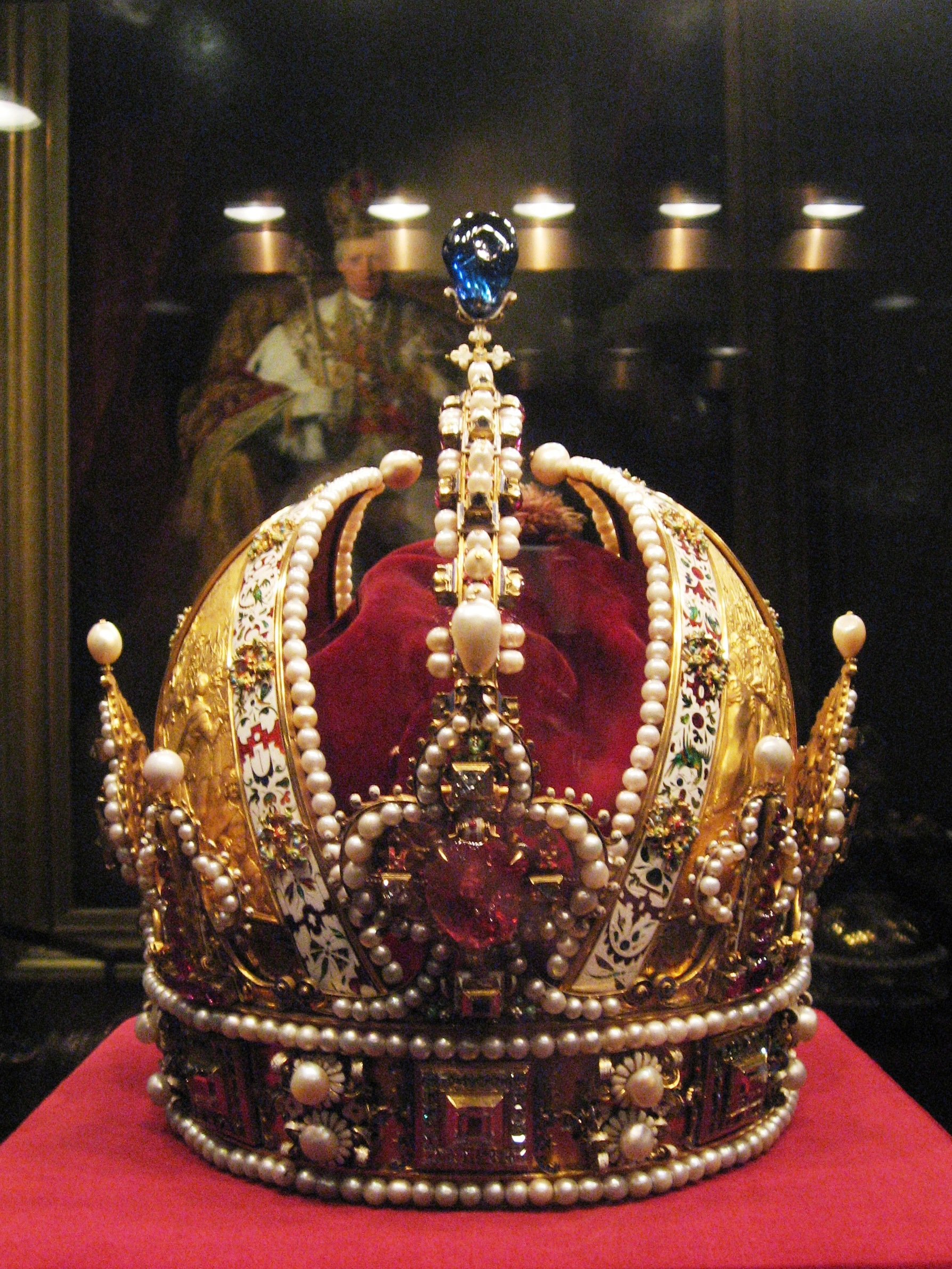
Rudolfskrone: Hauskrone Kaiser Rudolf II.: spätere Österreichische Kaiserkrone
Russische Zarenkrone
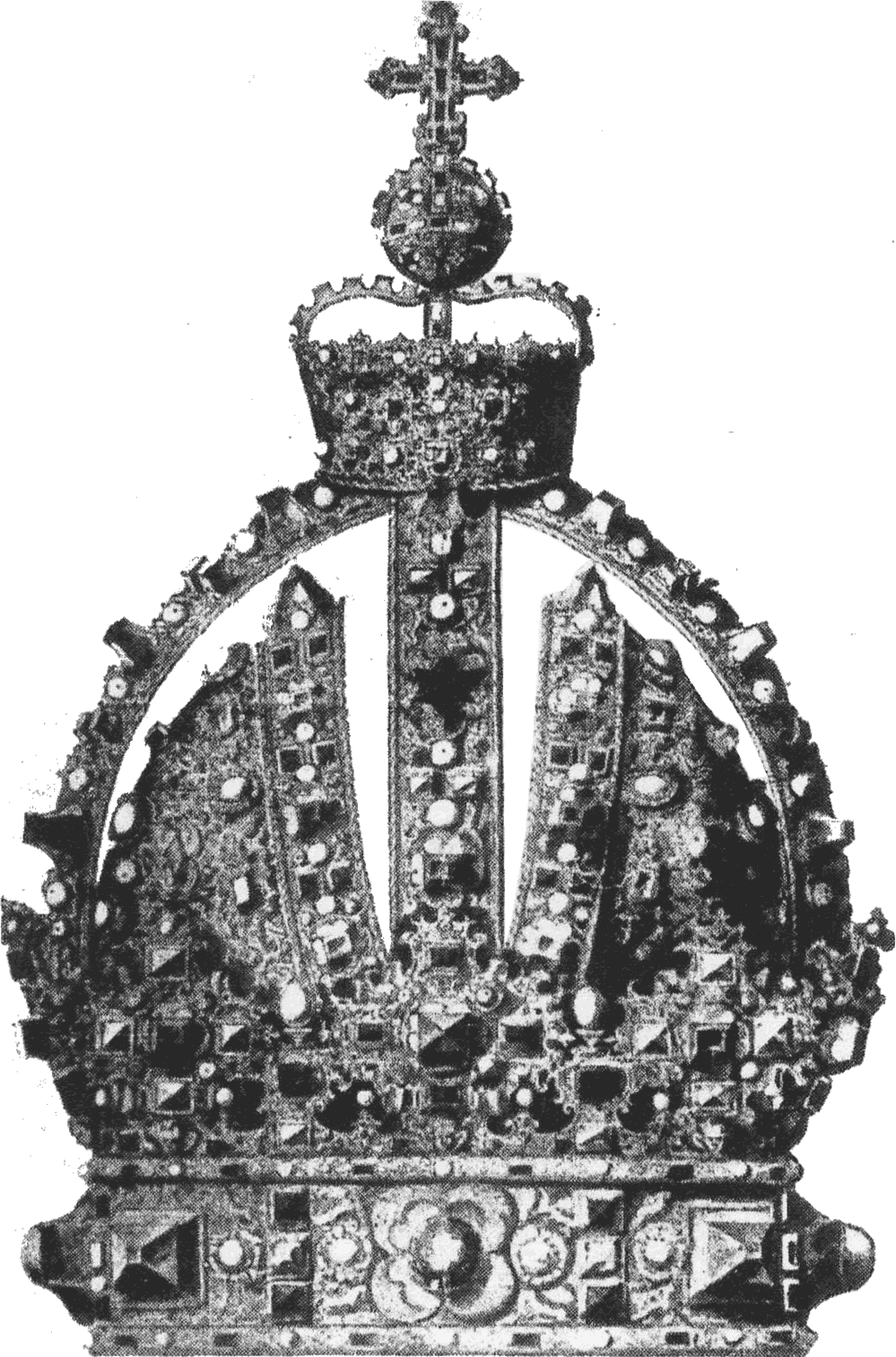
Nicht verwirklichter Entwurf einer Mitrenkrone für Christian IV. von Dänemark

### Hochbügelkronen

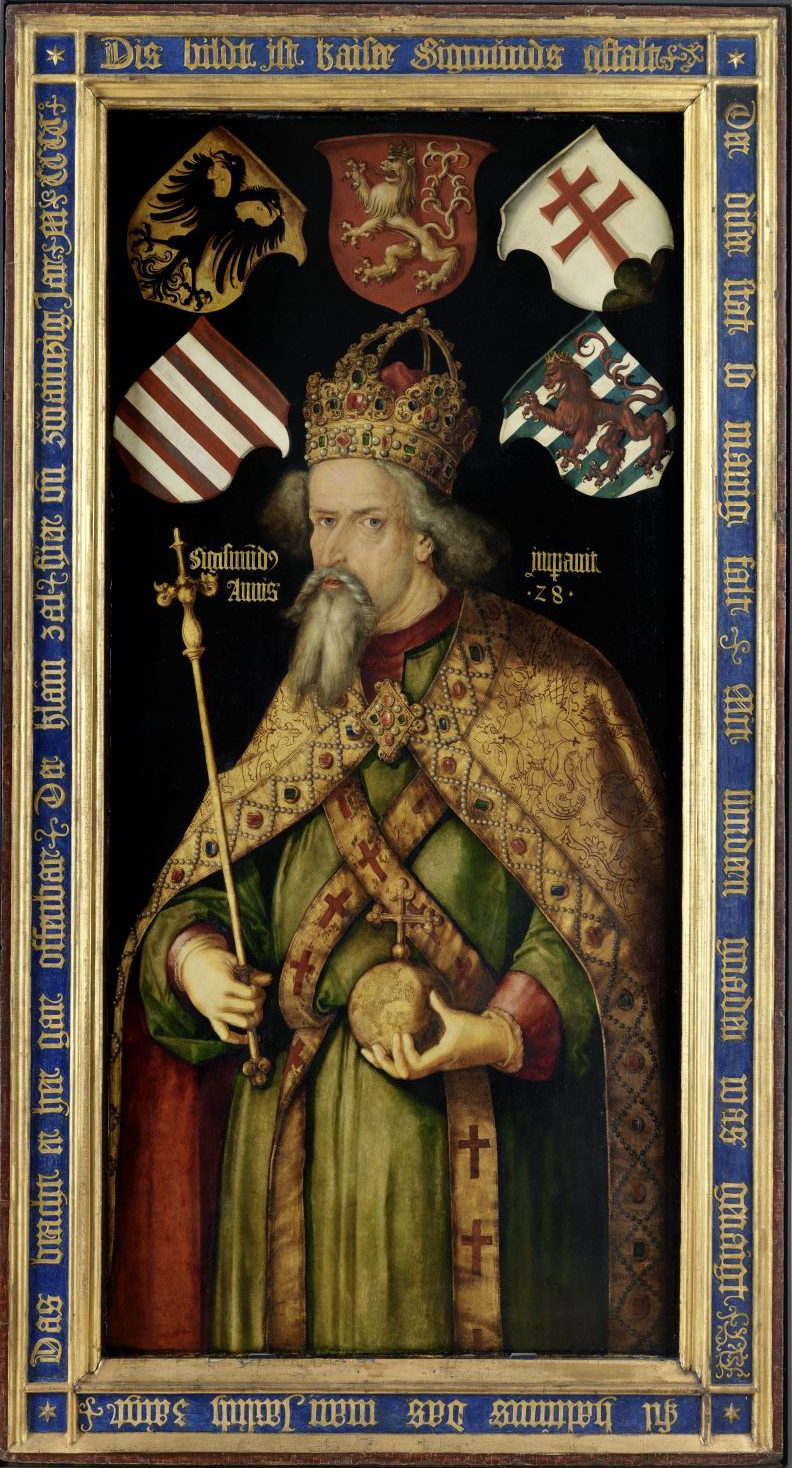
Krone mit Hochbügeln im Dürer-Porträt Kaiser Sigismunds

Zur Mitrenkrone mit einem Bügel hat sich auch eine Parallelform ausgebildet, bei denen analog zu den aus dem in Königskronen üblichen Lilienkronreif statt eines hohen Bügels der Mitrenkrone vier große Halbbügel heraustreten, die an der Spitze in einen Reichsapfel münden. Vereinzelt, wie im Grabmonument Kaiser Maximilians I. in der Hofkirche in Innsbruck, trifft man auch auf eine Hybridform, die beide miteinander zu einer Mitrenkrone mit vier Hochbügeln vereint.

### Preußisch-deutsche Kaiserkronen
Bereits im 10. Jahrhundert gab es die erste Kaiserkrone auf dem Territorium des späteren deutschen Reiches. Diese befand sich ab 1424 in Nürnberg und sie gelangte im Zuge der napoleonischen Kriege 1800 in die Wiener Schatzkammer, wo sie nach der Auflösung des Heiligen Römischen Reiches deutscher Nation verblieb.
Mit der deutschen Reichsgründung 1871 entstand die Frage nach ihrer symbolischen Repräsentation. Während des 19. Jahrhunderts wurde die Reichskrone neben den weiteren Reichskleinodien zum Symbol des (groß-)deutschen Kaisertums, was sich in einer Flut von nationalen Bildern und Werken, die Darstellungen der Reichskrone aufweisen, zeigt. Für die neue kleindeutsche Monarchie unter preußischer Führung kam die Übernahme der Reichskrone nicht in Betracht. Zum einen befand sich die Reichskrone seit den napoleonischen Kriegen im Besitz der Habsburger und stand dem neuen Reich somit nicht zur Verfügung, zum anderen war sie durch ihr theologisches Programm und ihren reliquienhaften Charakter ein Ausdruck katholischen Glaubens und daher nicht für ein neues protestantisches Kaisertum geeignet. Die Verwendung einer einfachen heraldischen Mitrenkrone war aus denselben Gründen ebenso ausgeschlossen. Auch sie konnte im deutschen Raum als Symbol eines katholischen Kaisertums oder eines Kaisertums unter österreichischer Führung gedeutet werden.
Entwickelt wurde eine eigene Kaiserkrone, die sich in der Form an die Reichskrone anlehnte, sich aber auch bewusst von ihr unterschied. Aus einem durchgängigen Bügel wurden – eventuell in Anlehnung an die Hochbügelkrone – vier Halbbügel, die in neogotisch anmutender Form zusammenliefen und auf diesem Kreuzungspunkt einen Reichsapfel trugen. Das theologische Programm der Bildplatten wurde mit der Darstellung des Wappensymbols, Reichsadlern aus einzelnen Diamenten, ausgetauscht. Auch das theologische Programm in den Edelsteinen wurde beseitigt. Die Diamanten auf den Edelsteinplatten formen nun nur noch ein großes Kreuz, umgeben von vier kleinen Kreuzen. Von dieser Form ausgehend wurden auch eigene Formen für die Kaiserin und den kaiserlichen Kronprinzen entwickelt. Zur Ausführung als reale Kronen kam es jedoch bis zum Ende der Monarchie 1918 nicht mehr. Bis zu ihrem Verschwinden im Zweiten Weltkrieg waren auf Schloss Monbijou in Berlin die vorläufigen Holzmodelle der Kronen zu besichtigen.

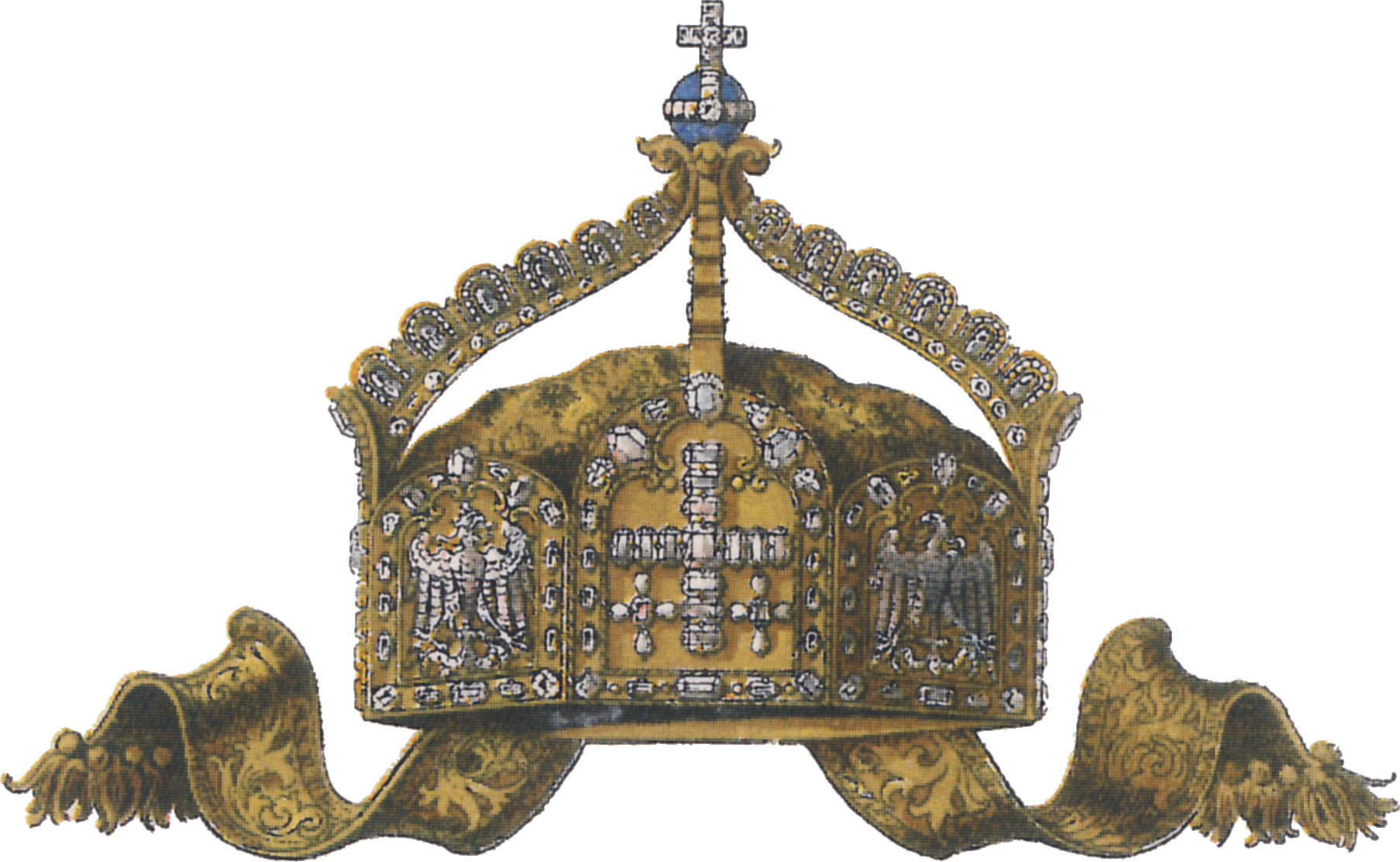
Kaiserkrone des Deutschen Kaisers, veränderte Version von 1889 (heraldische Repräsentation)
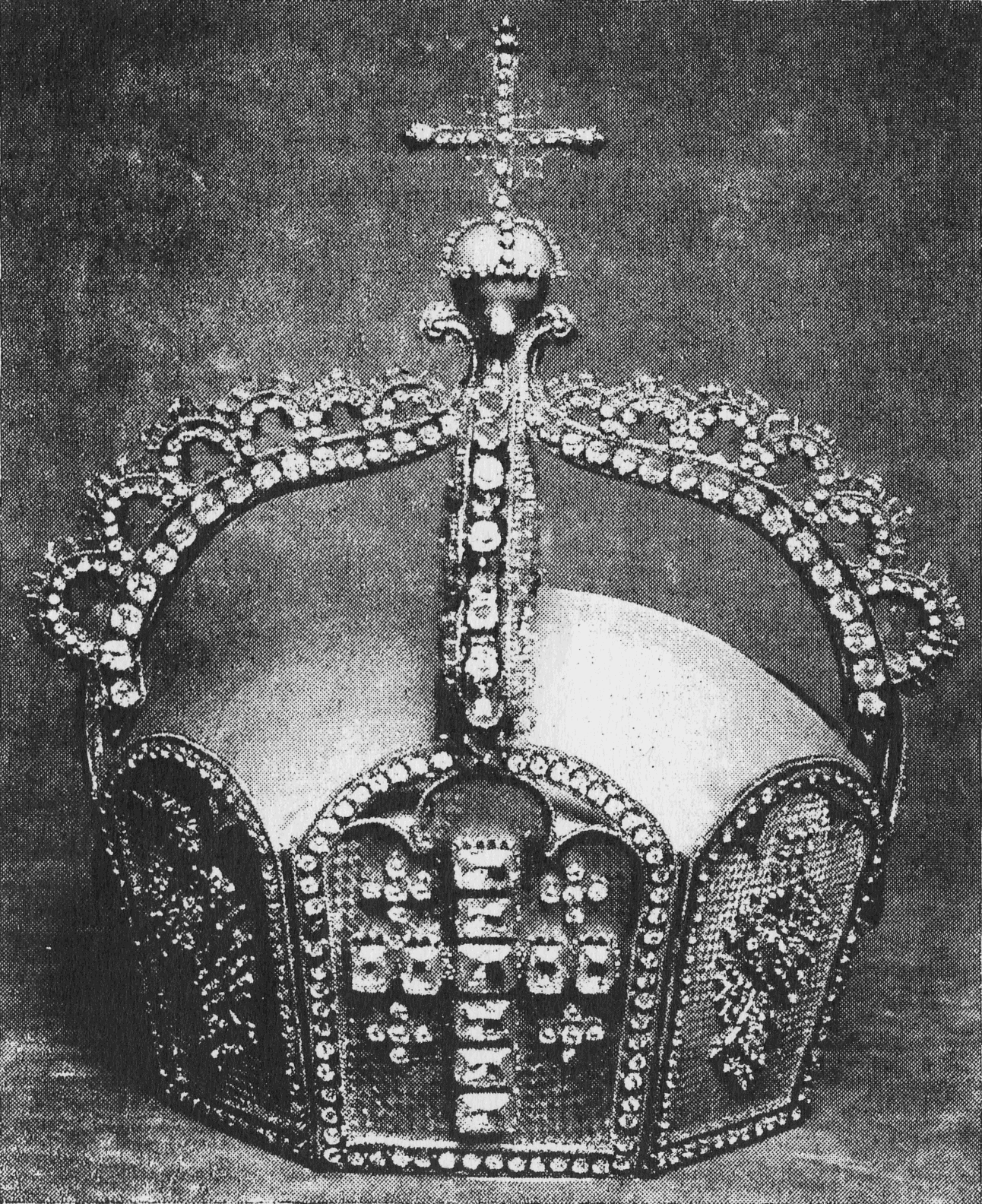
(Holzmodell) Kaiserkrone des Deutschen Kaisers, Version von 1872
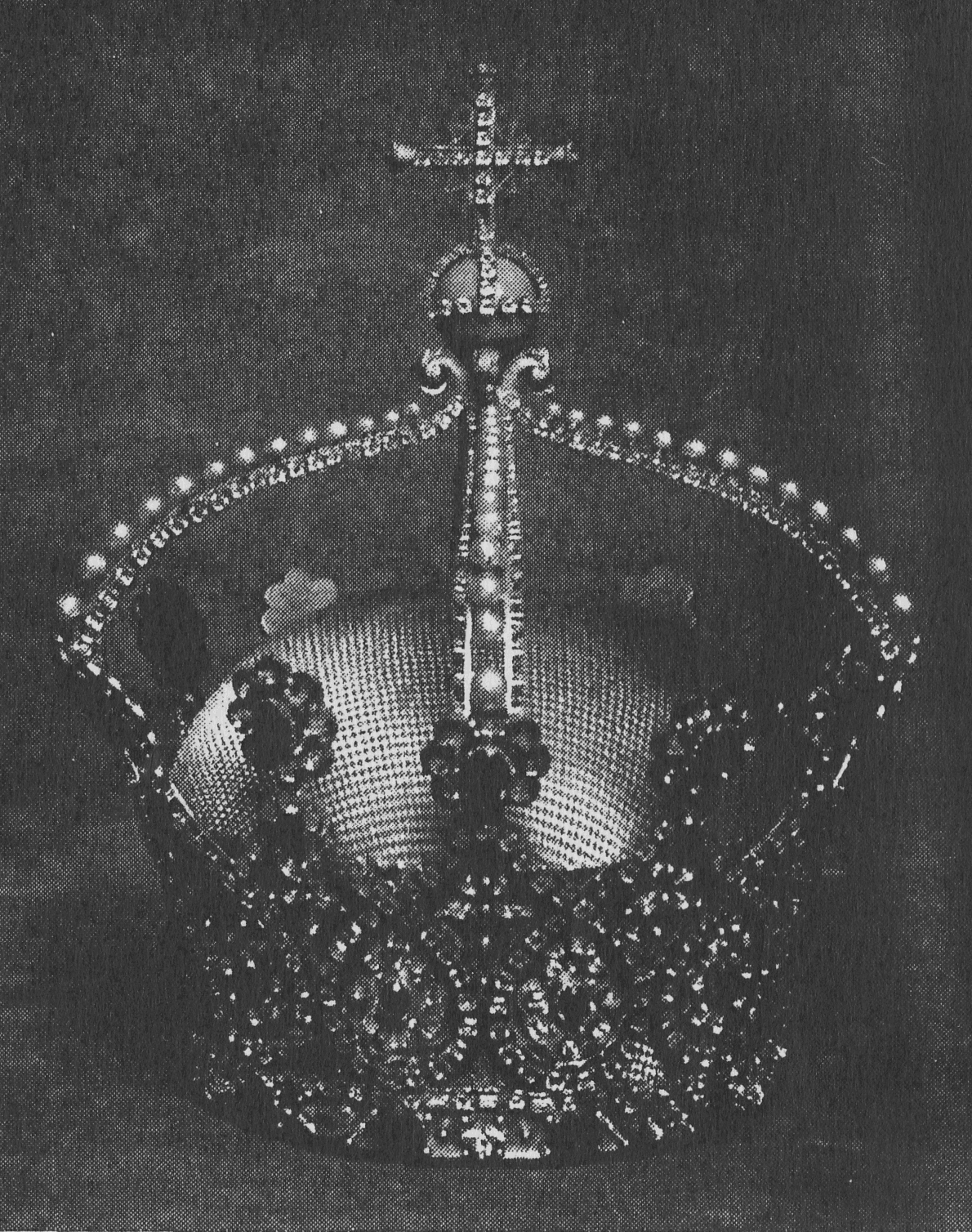
(Holzmodell) Kaiserkrone der Deutschen Kaiserin
Kaiserkrone des Preußisch-Deutschen Kronprinzen (heraldische Repräsentation)

### Napoleonische Kaiserkronen
Napoleon Bonaparte berief sich sowohl auf das antike römische als auch insbesondere auf das Kaisertum Karls des Großen, in dessen Nachfolge er sich mithilfe seiner Herrschaftsrepräsentation stellen wollte.
Für die Krönung 1804 wurde daher eine recht eigentümliche Krone, von ihm „Krone Karls des Großen“ genannt, hergestellt. Sie besteht aus einem Kronreif mit Kronhaube und acht hohen Bügeln, die mit antiken Gemmen verziert sind. Im letzten Moment entschied sich Napoleon jedoch um und krönte sich stattdessen mit einem goldenen Lorbeerkranz, wie ihn antike römische Kaiser trugen. Beide Stücke sind heute noch im Louvre in Paris zu besichtigen. In der heraldischen Repräsentation und später in der Zeit des zweiten französischen Kaiserreiches entwickelte sich ein spezieller napoleonischer Kronentyp, bei dem die acht Halbbügel durch Adler mit emporgehaltenen Schwingen ersetzt wurden. Mit der Krone der Kaiserin Eugénie hat sich bis heute ein Beispiel einer solchen napoleonischen Kaiserkrone erhalten.

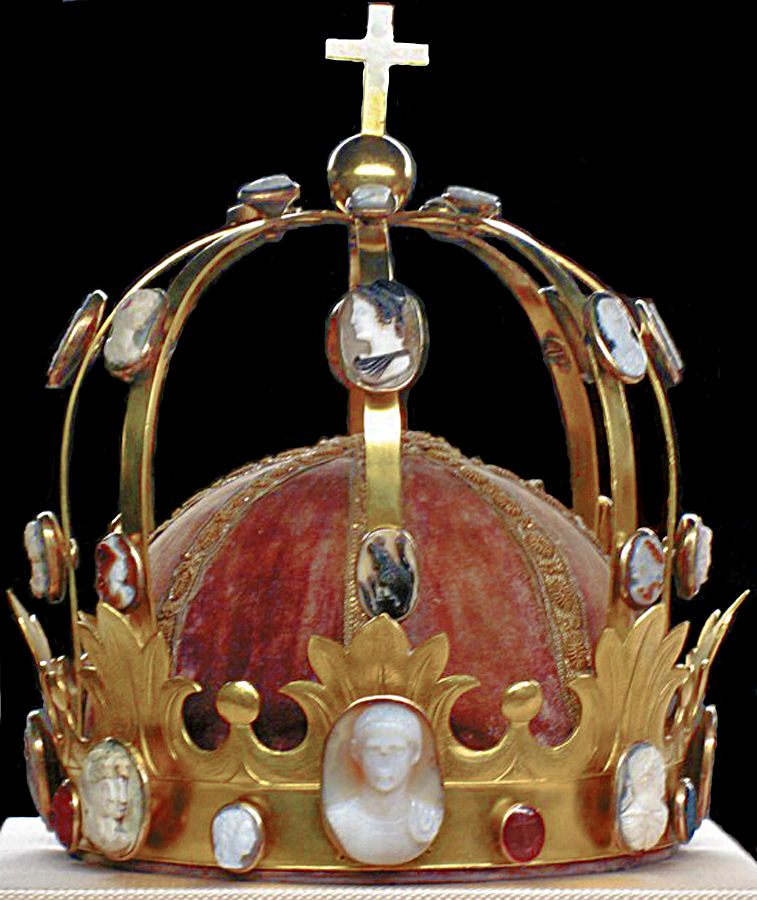
Kaiserkrone Napoleon Bonapartes, Krone Karls des Großen
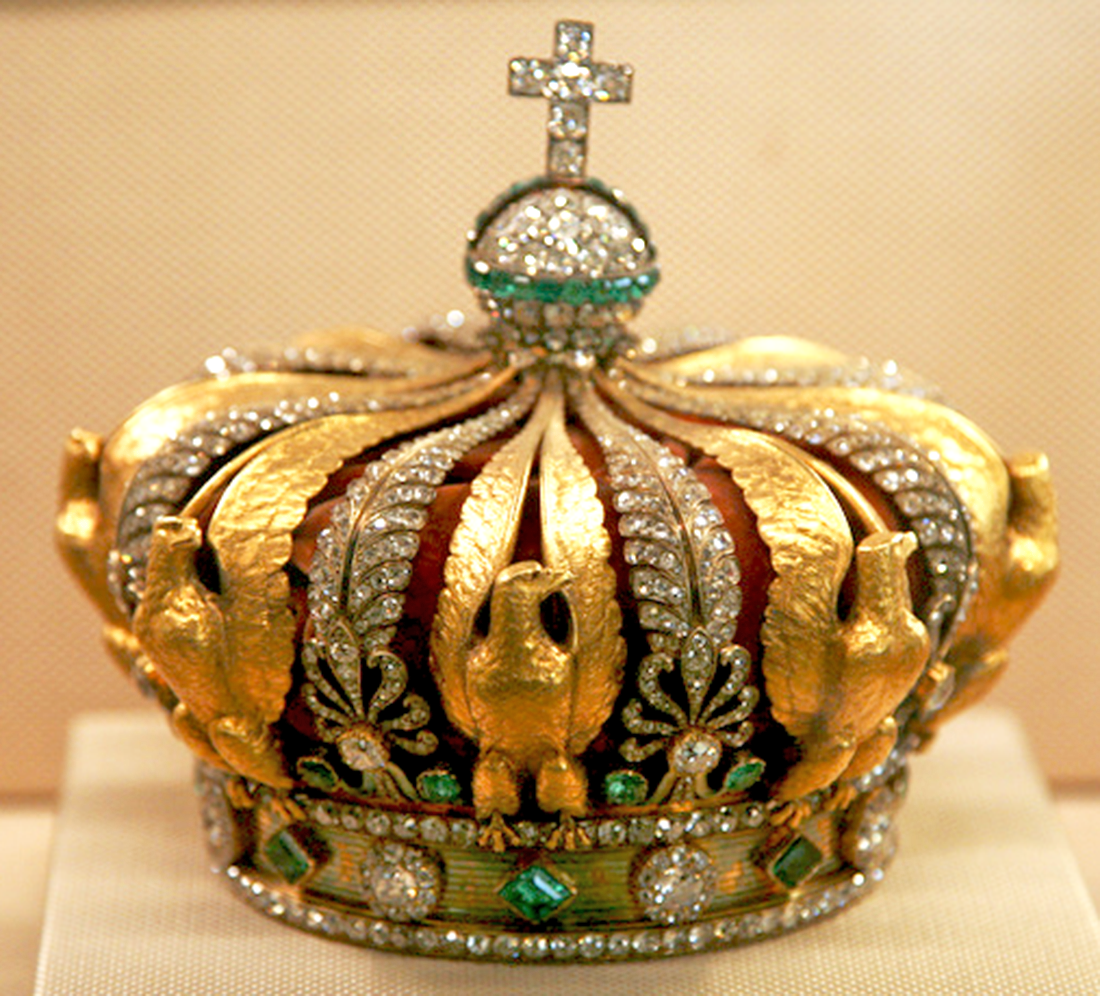
Krone der frz. Kaiserin Eugénie
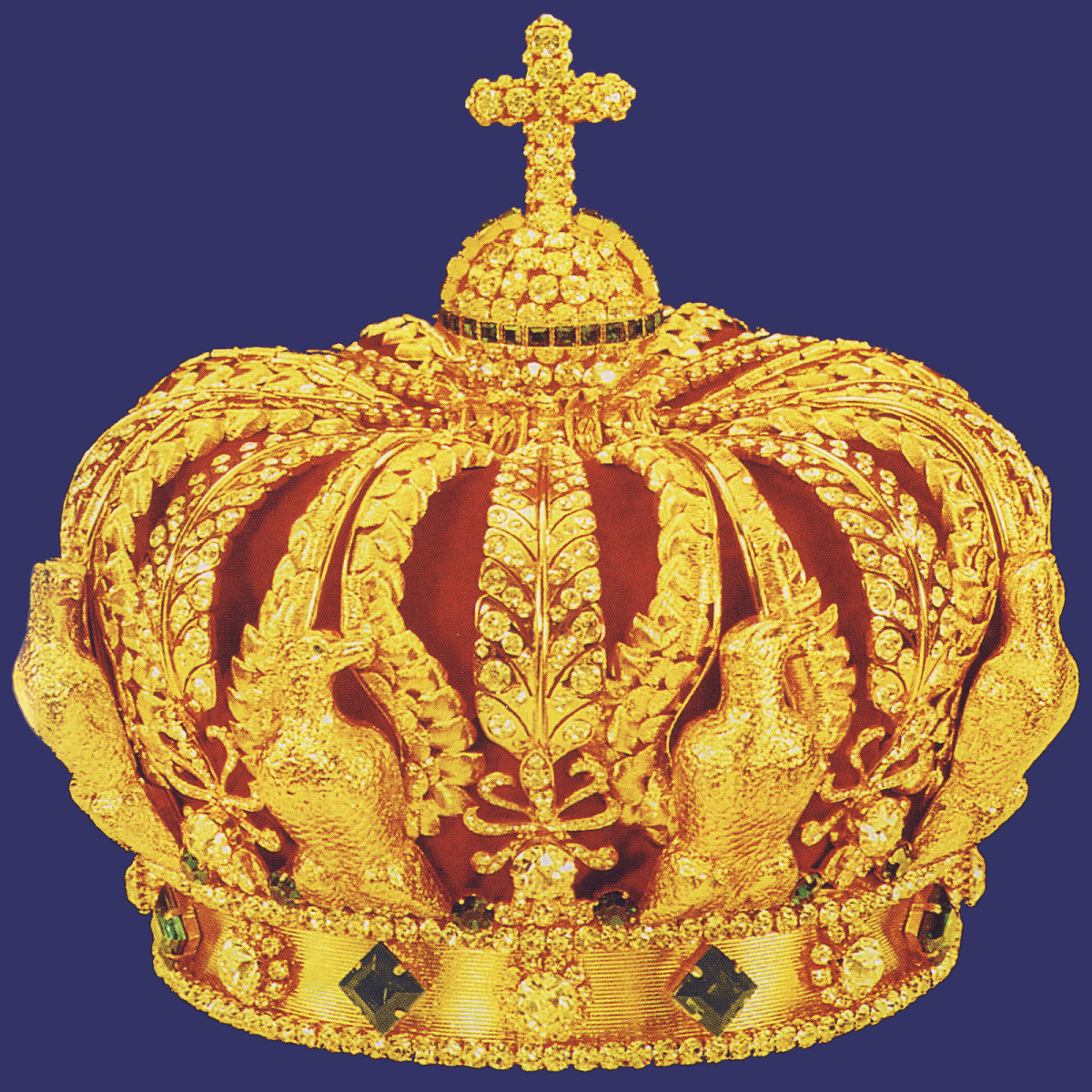
Kaiserkrone Napoleons III. (1871 eingeschmolzen), Nachbildung aus der Kronen- und Insigniensammlung Abeler, Wuppertal.
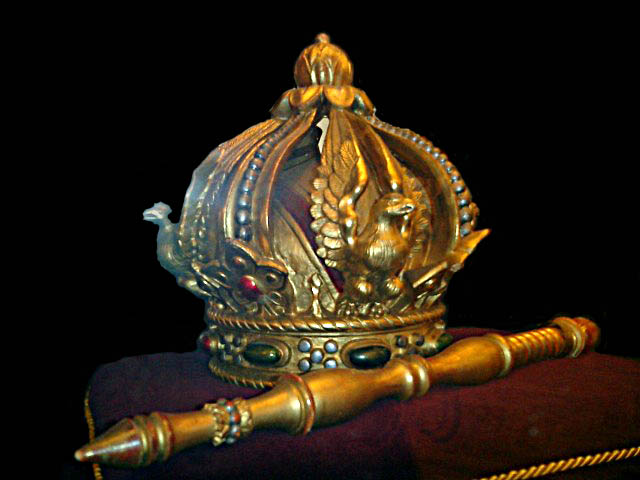
Krone des Kaisertums Mexiko

### Kaiserkronen auf Basis der europäischen Königskrone
Nachdem sich die europäische Königskrone zu einer Krone mit acht Bügeln entwickelt hatte, wurde in Brasilien mit der Krone Pedros II. eine Kombination aus mit Kaisern assoziierten hohen Bügeln und europäischer Königskrone vorgenommen.
Für König Georg V. von Großbritannien wurde für den britisch-indischen Kaisertitel ebenfalls eine Kaiserkrone angefertigt, als er 1911 als einziger britischer Monarch überhaupt an der großen Fürstenversammlung und Kaiserhuldigung in Indien, dem Delhi Durbar teilnahm. Da die britischen Kronjuwelen nicht außer Landes gebracht werden dürfen, wurde eigens diese Krone angefertigt. Da englische Königskronen normalerweise nur vier Halbbügel enthalten, wurde die Zahl zur Repräsentation des Kaisertitels auf acht erhöht, die wie auch typisch für die früheren kaiserlichen Hochbügelkronen nicht rund, sondern recht steil nach oben verlaufen. Sie ist heute im Tower of London bei den britischen Kronjuwelen zu besichtigen, deren Teil sie jedoch aus staatsrechtlichen Gründen nicht ist.
Als bislang letzte bekannte Herstellung einer Kaiserlichen Krone gilt die des Kaisers des Zentralafrikanischen Kaiserreiches, Jean-Bédel Bokassa, die im Jahre 1977 angefertigt wurde.
Auch Kaiser Fausti Soulouque von Haiti ließ sich während seiner Regierungszeit eine Krone anfertigen, die bis zum Jahr 2007 im Musée du Panthéon national haïtien ausgestellt war und aufgrund von Unruhen in Haiti seither im Ausland verwahrt wird.

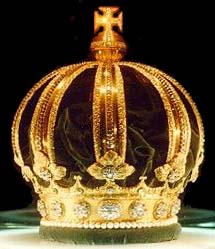
Krone des Kaiserreichs Brasilien
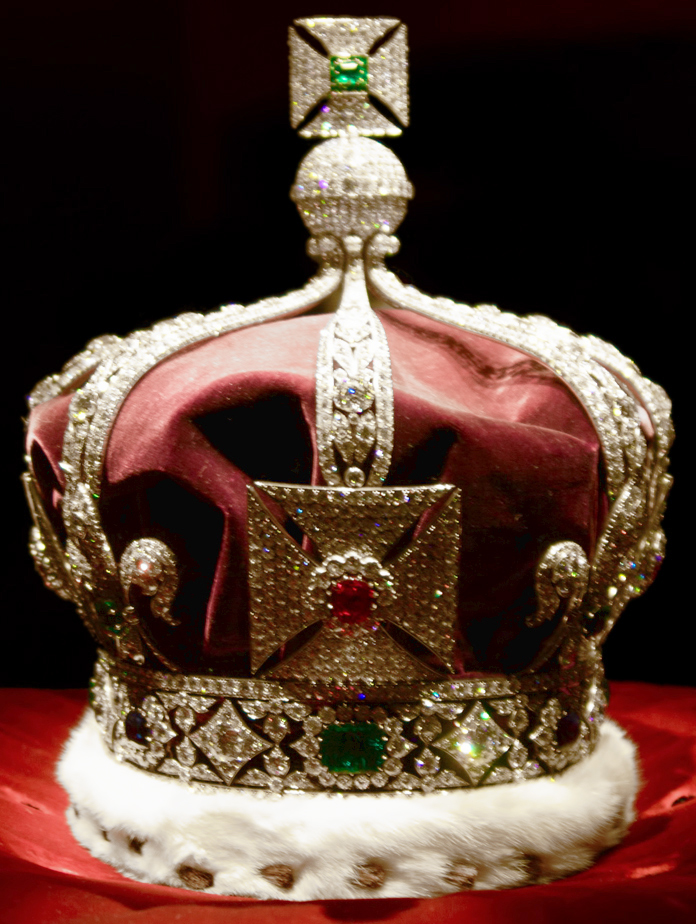
Imperial Crown of India: Kaiserliche Krone der einstmaligen britischen Kolonie Indien

### Kaiserkronen nach anderen Traditionen
Die Kronen nichteuropäischer Herrscher, die in Europa mit Kaisern gleichgesetzt werden, folgen eigenen Traditionen.
In Persien waren unter den Schahs Hutkronen üblich. Noch im 20. Jahrhundert wurde eine derartige Krone hergestellt: Die Krone der Pahlevi in Persien, eine Hutkrone im klassischen Stil der persischen Herrscher wie die ältere Krone der persischen Kadscharendynastie.
Islamische Herrscher wie der Padischah des osmanischen Reiches trugen zu zeremoniellen Anlässen üblicherweise reich verzierte Turbane mit opulenten Juwelenagraffen sowie Perlen- und Edelsteinschnüren versehen, die symbolische Bedeutung einer Krone im westlichen Sinne hatte diese Form des Kopfputzes allerdings nicht.
Die chinesischen Kaiser trugen eine Kopfzier, die einer Krone sehr unähnlich ist, jedoch dieselbe Funktion erfüllte, das sogenannte Perlenschnurbarett. Das war eine enganliegende Kappe mit einem rechteckigen Brett darauf montiert. An den Enden dieses Brettes hingen mehrere Perlenschnüre über die Stirn und den Hinterkopf des Kaisers. Dieser Kopfputz wurde zuletzt von den Ming-Kaisern verwendet.
Die japanischen Tennō trugen (und tragen) in der Regel keine Kronen.

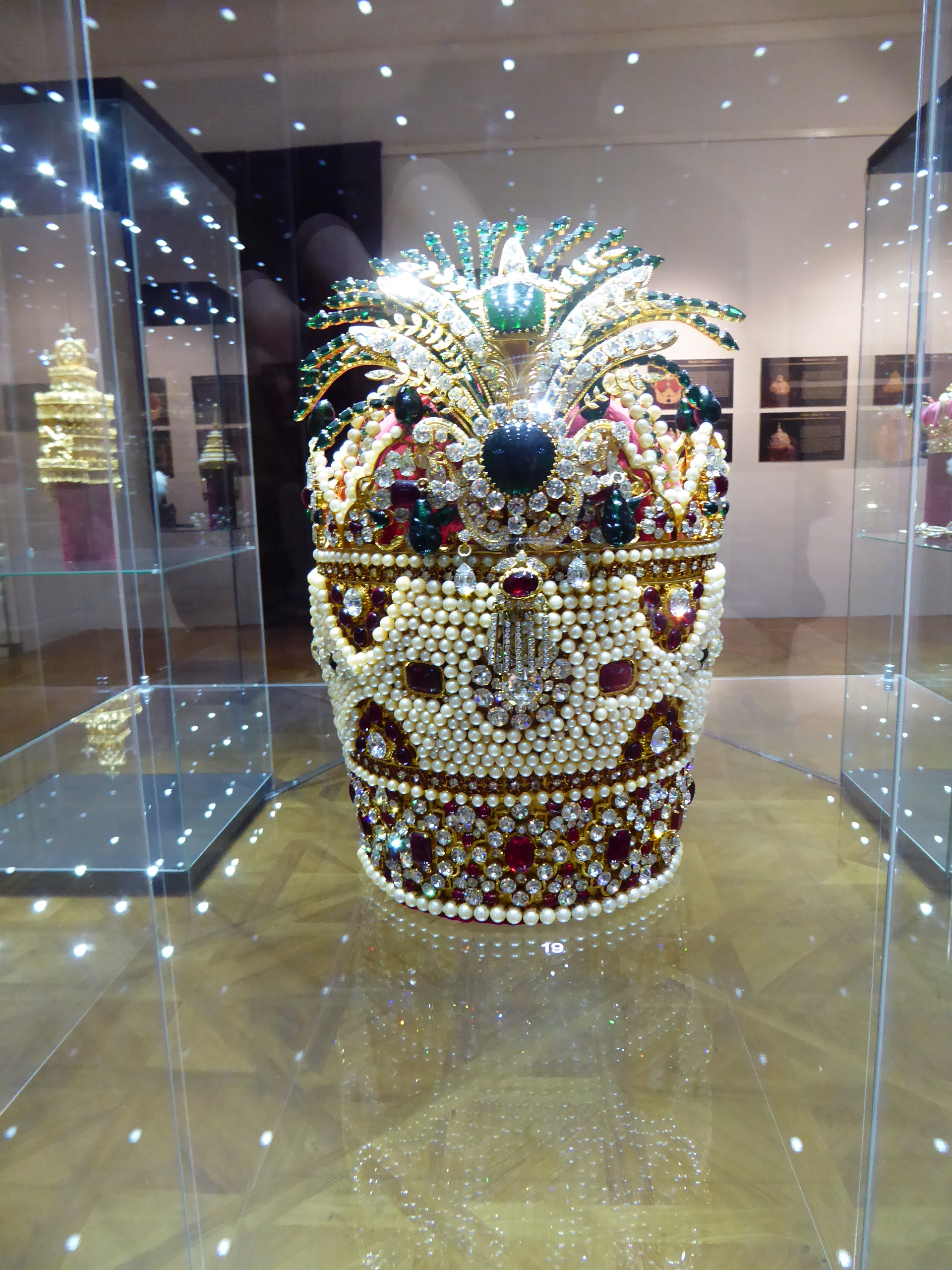
Krone des Schahs von Persien, Kianidynastie
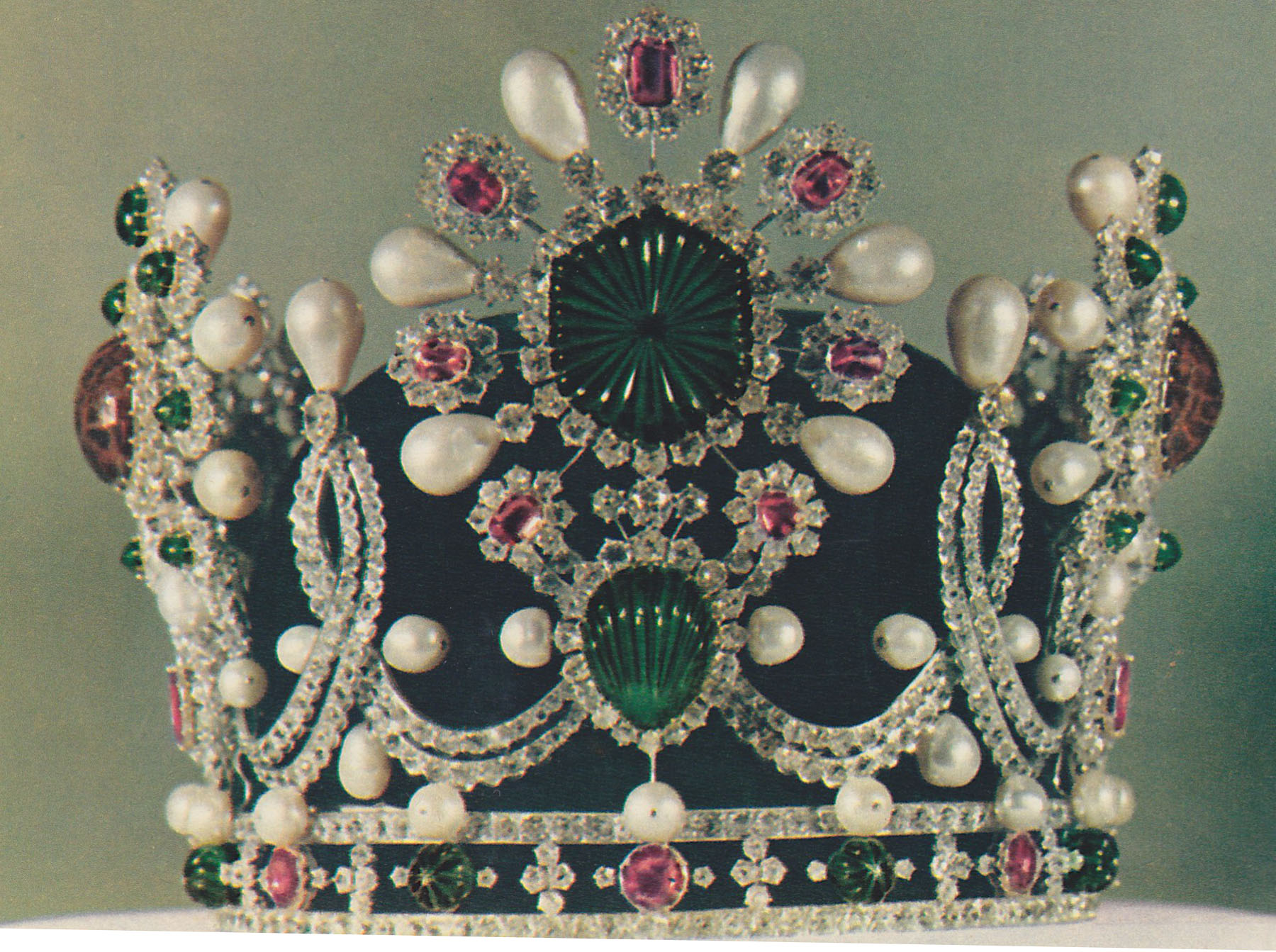
Krone der Gattin des Schahs von Persien
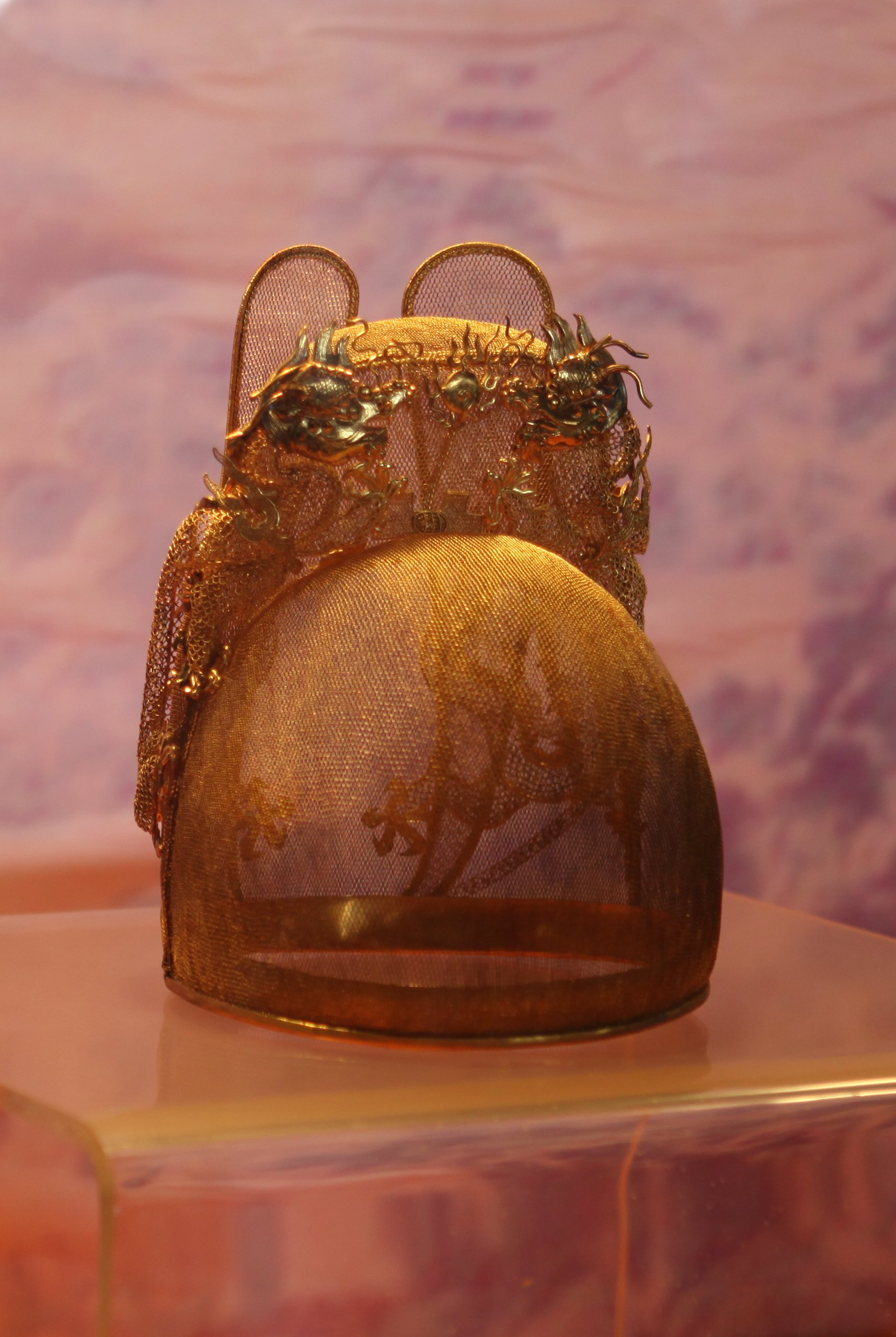
Chinesischer Kaiser
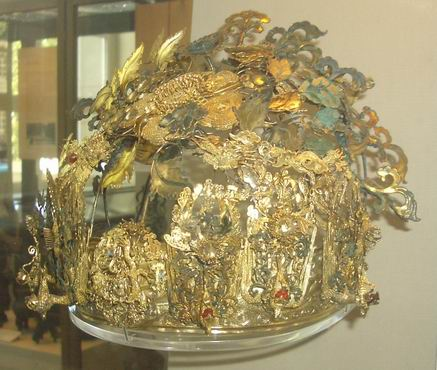
Chinesische Kaiserin
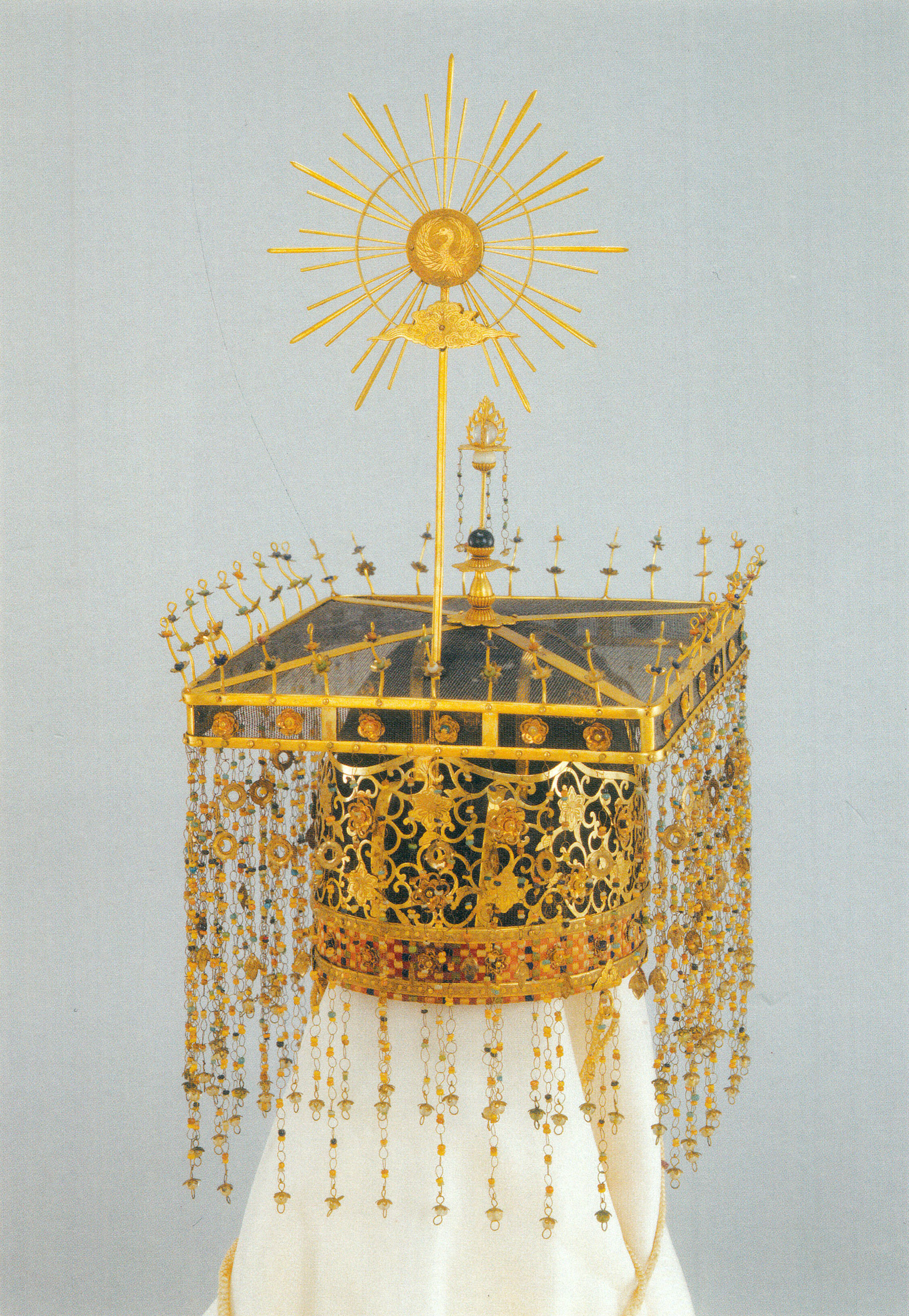
Krone des Kaisers Kōmei von Japan